# Sabeer Bhatia
Sabeer Bhatia, född 1968 i Chandigarh, är en indisk civilingenjör och affärsman. 
Han föddes i en Punjabi-familj. Barhias far ingick i den indiska väpnade styrkan och hans mamma arbetade på bank. Efter att ha studerat en tid vid Birla Institute of Technology and Science[källa behövs] fick han vid 19 års ålder ett sällsynt överföringsstipendium som möjliggjorde hans  fortsatta studier i elektroteknik vid California Institute of Technology, USA. Bhatia fortsatte därefter studera vid Stanford University. Han grundade tillsammans med Jack Smith Hotmail, världens största leverantör av webbaserade e-posttjänster.[källa behövs] 1998 sålde de sin skapelse till Microsoft, för en summa som uppskattas till för 400 miljoner amerikanska dollar. Innan Bhatia grundade Hotmail arbetade han för Firepower Systems och Apple Computer. Numera arbetar han med det webbaserade kontorspaketet Live Documents.